# The Replacements
Den här artikeln handlar om bandet The Replacements. För den animerade tv-serien, se Ersättarna.
The Replacements (ofta kallade the Mats) var en amerikansk punkrockgrupp från Minneapolis. Bandet bestod av gitarristen och sångaren Paul Westerberg, gitarristen Bob Stinson, basisten Tommy Stinson, och trummisen Chris Mars under större delen av bandets karriär. Bandet är mest känt för albumet Let It Be som i efterhand har blivit prisat av kritiker.
Den 3 oktober 2012, meddelades det att The Replacements hade återförenats, och sångaren Paul Westerberg och Tommy Stinson var i studion för att spela en EP "Songs for Slim".
Den 12 juni 2013 meddelades det att The Replacements kommer att göra sin första spelning på 22 år på Riot Fest i Toronto (24-25 augusti), Chicago (13-15 september) och Denver (den 21-22 september).

## Medlemmar
Nuvarande medlemmar
- Paul Westerberg - sång, gitarr (1979–1991, 2006, 2012-2015)
- Tommy Stinson - bas (1979–1991, 2006, 2012-2015)

Tidigare medlemmar
- Chris Mars - trummor (1979–1990, 2006)
- Bob Stinson - gitarr (1979–1986; död 1995)
- Slim Dunlap - gitarr (1986–1991)
- Steve Foley - trummor (1990–1991; död 2008)

Turnerande medlemmar
- Josh Freese - trummor (2006, 2012-2015)
- Dave Minehan - gitarr (2012-2015)

## Diskografi

### Studioalbum
- 1981 – Sorry Ma, Forgot to Take Out the Trash
- 1983 – Hootenanny
- 1984 – Let It Be
- 1985 – Tim
- 1987 – Pleased to Meet Me
- 1989 – Don't Tell a Soul
- 1990 – All Shook Down

### EP-skivor
- 1982 – Stink
- 2013 – Songs for Slim